# سالول أطحل
السَّالُول الأطحل هو نوع من الفصيلة السالولية.

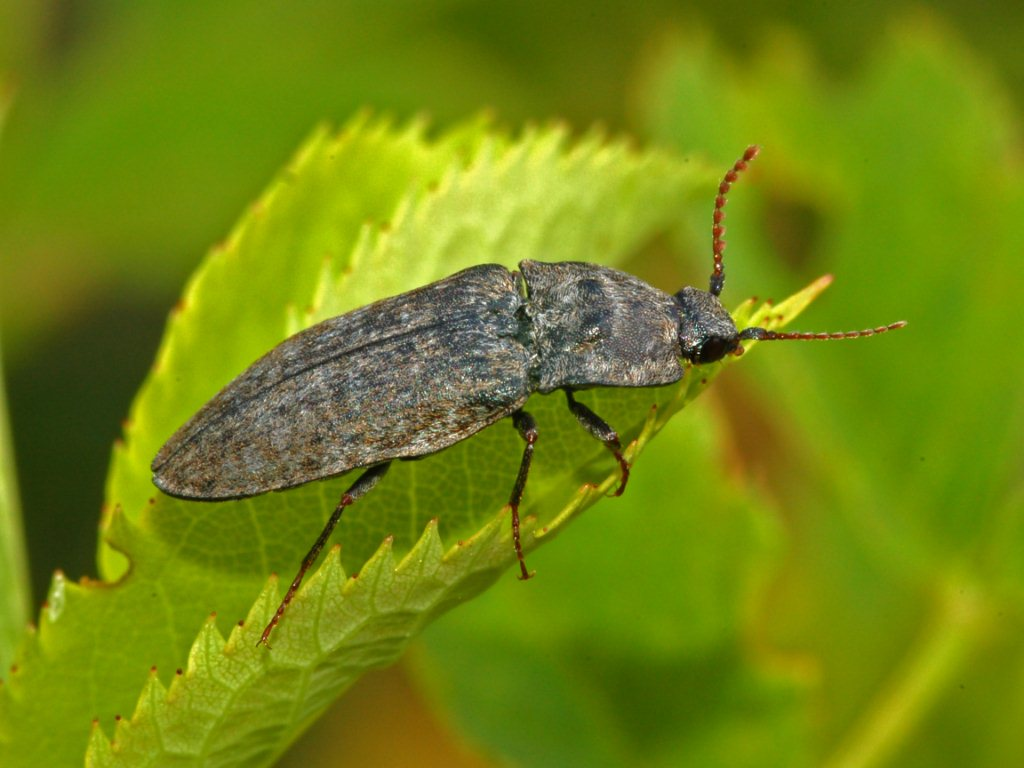
منظر جانبي

هذه الخنفساء موجودة في معظم أنحاء أوربة والمنطقة القطبية الشمالية القديمة والشرق الأدنى وعالم الإقليم القطبي الشمالي الجديد.